# Ana Terter
Ana Terter (en búlgaro y serbio: Ана Тертер; murió después de 1304) fue una princesa búlgara y reina consorte de Serbia. Fue la tercera esposa del rey Esteban Uroš II Milutin de Serbia.
Según Jorge Paquimeres, Ana fue «la hija de Terter, nacida con la hermana de Asen». La hermana de Asen fue Kira María Asenina, la segunda esposa de Jorge I Terter. Según otra teoría Ana era hija del zar Jorge I de Bulgaria y su primera esposa María. Ana fue hermana del zar búlgaro Teodoro Svetoslav.
En 1284 Ana se casó con el rey Esteban Uroš II Milutin de Serbia como su tercera esposa. Tuvieron dos hijos:
- Esteban Uroš III Dečanski, quien sucedió como rey de Serbia
- Ana Neda de Serbia, que se casó con Miguel Shishman de Bulgaria.

En 1299 Esteban Uroš II Milutin se divorció de Ana para casarse con Simonida, que sólo tenía 5 años. Ana fue enviada al Imperio bizantino donde en 1301 se casó con Miguel (Demetrio) Ducas Comneno, hijo del déspota Miguel II Comneno Ducas de Epiro. Tuvieron descendencia.
En 1304 Ana Terter y Miguel Ducas (Demetrio) fueron acusados de conspirar contra el emperador. En 1305 fueron encarcelados en el Gran Palacio de Constantinopla y sus propiedades fueron confiscadas. Después Ana y Miguel hicieron un intento de escapar a Bulgaria, pero fracasaron y Miguel fue encarcelado en la cárcel de Blanquerna.